# Špička krku
Špička krku je ta část jatečně opracovaného trupu skotu, která u zvířete přímo přiléhá k hlavě. Jejím podkladem jsou poloviny prvních dvou obratlů. Maso tvoří hlavně dlouhý krční sval m.longus colli a m.longus capitis.
Jedná se o maso IV.jakostní třídy.